# 광안 쌍용예가 디오션
광안 쌍용예가 디오션(영어: Gwangan Ssangyong YEGA The ocean)는 대한민국 부산광역시 수영구 광안동에 위치한 아파트 단지이다.
본래 주택이 있던 자리였음에도 재개발이 아니라 쌍용건설에서 직접 부지를 매입해서 건설한 아파트로 전 세대가 일반분양으로 진행되었다. 이후 2014년에 완공하였다. 최대 43층 규모의 6개동의 아파트와 상업시설로 이루어져 있다.
평수 구성이 25평~34평의 중소형평수가 대다수로 구성되어있다. 45평은 전세 세대중 10분의 1 정도인 120세대가 전부이며 60평대는 펜트하우스 4세대가 전부이다. 세대마다 차이가 있지만 고층 세대의 경우 광안대교 전망이 뛰어난 동이 있다.
휘트니스 센터에서 탁구장, 골프장, 헬스장, 요가장으로 구성되어 있다. 탁구장은 개인 연습실과 개인 강사가 있어서 초보자도 연습이 가능하고 입주자분들과의 소통을 위하여 항상 탁구장을 관리하는 입주민이 있어서 활성화 되고 있다. 요가장은 개인 강사가 있으며, 많은 회원분들이 있다. 헬스장은 국내 헬스 기구중 최고 사향으로 비치되어 있다. 골프장 또한 동호인들이 있어서 활성화 되고 있다.
광안리 해수욕장이 아파트 바로 앞에 있다.